# Pivdenne (Bíljorod-Dnistrovski)
Pivdenne (en ucraniano: Південне) es un pueblo ucraniano perteneciente al óblast de Odesa. Situado en el suroeste del país, es parte del raión de Bíljorod-Dnistrovski y del municipio (hromada) de Starokozache.

## Toponimia
El nombre del asentamiento en otros idiomas de importancia en el asentamiento es también Vvedenka (en ruso: Пивденное) y Saria (en rumano: Saria). 

## Historia
En 1945 el pueblo de Saria pasó a llamarse Pivdenne tras pasar a manos de la Unión Soviética.

## Demografía
La evolución de la población de Pivdenne entre 1989 y 2001 fue la siguiente:
| 368                                                           | 372 |
| (Fuente: Cities & Towns of Ukraine y UKRAINE: Größere Städte) |     |

Según el censo de 2001, la lengua materna de la mayoría de los habitantes, el 78,76%, es el ucraniano; del 11,56%, el rumano; del 7,8%, el ruso; y el búlgaro, del 1,08%.